# Springlake
Springlake – miasto w Stanach Zjednoczonych, w stanie Teksas, w hrabstwie Lamb.